# Denhama longiceps
Denhama longiceps is een insect uit de orde Phasmatodea en de  familie Phasmatidae. De wetenschappelijke naam van deze soort is voor het eerst geldig gepubliceerd in 1907 door Brunner von Wattenwyl.
1. ↑  (en) Denhama longiceps op de IUCN Red List of Threatened Species.